# Частица (част на речта)
Частицата е неизменяема несамостойна част на речта, която внася промяна в значението на изречението или служи за образуване на нови думи или форми на думи.
Когато се отнасят до съдържанието на цялото изречение, частиците обикновено имат експресивна роля. Такива са частиците „да, хайде, ха, ето“, които в тази си функция са в началото на изречението със самостоятелно ударение.
Частиците се характеризират със семантична и синтактична несамостойност и морфологична неизменяемост. От функционално гледащи частиците биват четири основни групи:
1. Частици, които променят смисъла на думата или изказването: ма, бре, мари, май, уж, дано, ли, не, да, ето и други. Класът на модифициращите частици се поделя на подгрупи от семантично гледище: усилващи, показателни, отрицателни, въпросителни, емоционално-експресивни и т.н.
2. Формообразувателни частици: ще, по, най, нека, да, се.
3. Словообразувателни частици: еди-, -годе, се, си, и да е, току-.
4. Въпросителни частици: ли, нали, дали, нима.